# Dojezdová pneumatika
Dojezdové pneumatiky, mnohdy také označované jako run-flat pneumatiky, jsou pneumatiky navržené tak, aby umožnily jízdu i s defektem nebo při ztrátě tlaku.
To je možné díky speciální konstrukci pneumatiky se zesílenou bočnicí. S takto poškozenou pneumatikou je možné jet maximální rychlostí 80 km/h a do maximální vzdálenosti 80 kilometrů. Dojezdové pneumatiky často není možné opravovat, poškozenou pneumatiku je nutno vyměnit za novou. Tyto pneumatiky lze používat pouze u vozidel s kontrolou tlaku v pneumatikách, v opačném případě by řidič nemusel poznat, že má defekt.
Každý výrobce pneumatik značí run-flat pneumatiky jinak, například:
- Michelin – ZP
- Pirelli a Bridgestone – RFT
- Continental – SSR, CSR
- Goodyear – ROF
- Dunlop – DSST
- Nokian – Run Flat

## Výhody
- Poškozená dojezdová pneumatika se nemusí měnit hned na místě, omezenou rychlostí je možné dojet do servisu
- Minimalizace rizika ztráty kontroly nad řízením v případě defektu
- Více místa v kufru auta, není nutné vozit rezervu
- Vhodné řešení pro méně technicky zručné řidiče

## Nevýhody
- Horší komfort jízdy na nerovném povrchu ve srovnání s běžnou pneumatikou
- Run-flat pneumatiky při defektu často není možné opravit
- Auto musí být vybaveno snímačem tlaku v pneumatikách
- Pneumatiky mají o něco vyšší hmotnost a valivý odpor, důsledkem je i zvýšená spotřeba